# Hříva

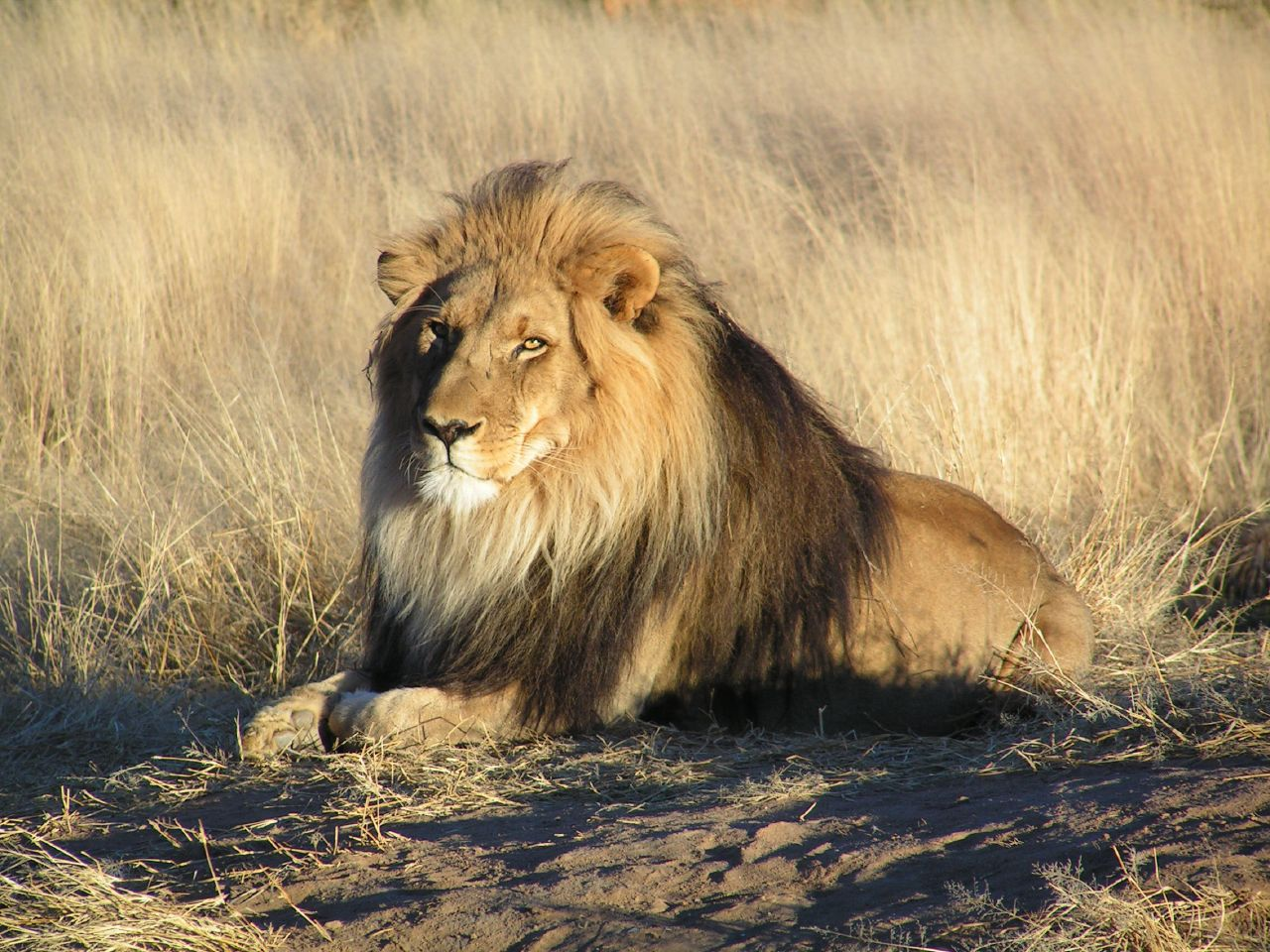
Lev s mohutnou hřívou

Hříva (též kštice) je dlouhá srst na krku koní, lvů a dalších druhů savců.
Pokud roste ze zádi koně, či jiného zvířete, jedná se o ocas. Hřívu mají všichni koně, nehledě na pohlaví, hříbata ji mají velice krátkou. Z hřívy a ocasu koní se získávají koňské žíně.
U lvů hříva roste pouze samcům, jedná se tedy o druhotný pohlavní znak. Čím jsou lvi starší, tím je jejich hříva delší, hustší a zlatavější.
K dalším zvířatům s hřívou patří osli, pakoně, zebry, žirafy a řada dalších. Některá zvířata mají hřívu ve svém pojmenování, například lachtan a pes hřivnatý nebo paovce a hyenka hřivnatá.
Přeneseně se slovo hříva používá pro dlouhé vlasy u lidí.